# 양키우에현

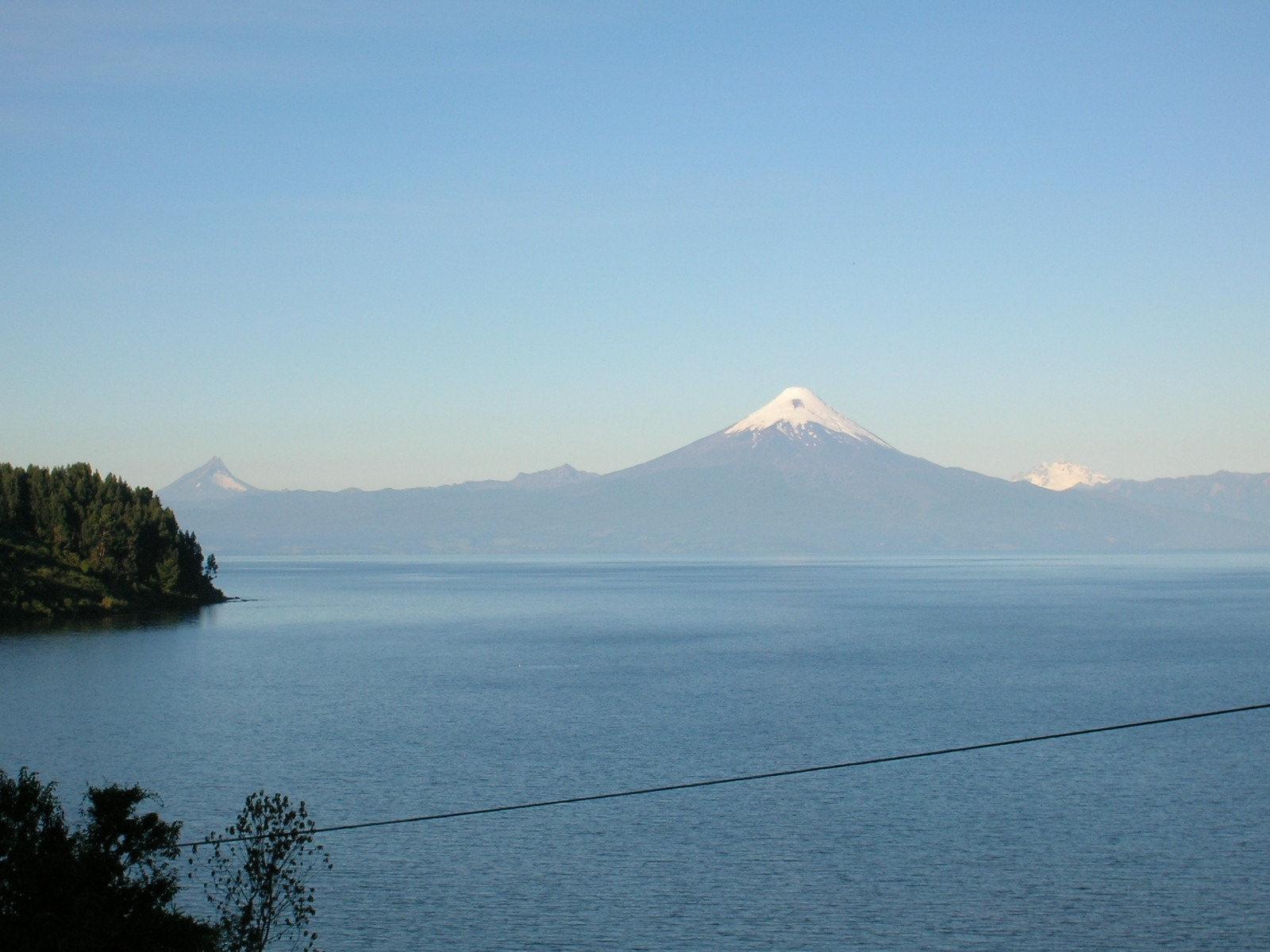

양키우에현(스페인어: Provincia de Llanquihue)은 칠레 로스라고스 주를 구성하는 4개의 현 가운데 하나로 현도는 푸에르토몬트이며 면적은 14,876.4 km2, 인구는 368,127명(2012년 기준), 인구 밀도는 25명/km2이다.